# 洛州 (唐朝)
洛州，中国唐朝时设置的州。
唐德宗贞元二年（786年）招抚镜州（今云南省彝良县牛街镇）獠人南广蛮溪洞设置洛州，属戎州都督府（今四川省宜宾市），治临津县（今云南省盐津县庙坝乡麻柳村）。直到宋朝时，也没有被南诏、大理国吞并。